# Yvonne Lefébure
Yvonne Lefébure   (Ermont, 29 de juny de 1898 - París, 23 de gener de 1986) va ser una pianista francesa.

## Biografia
Nascuda a Ermont,va estudiar a "l'Ecole Normale de Musique" i al Conservatori de París, on va guanyar el primer premi de piano. Al final dels seus estudis va actuar repetidament a lOrchestre des Concerts Lamoureux i a l'Orchestre des Concerts Colonne, així com en molts recitals en solitari. El 1950 va actuar al primer Festival de Prada de Conflent.
Professor de l'Èneu Normale de Musique i del Conservatori de París. També va impartir classes magistrals internacionals en el seu propi festival a Saint-Germain-en-Laye. Entre els seus alumnes s'hi compten: Branka Musulin, Samson Francois, Dinu Lipatti, Jean-Marc Savelli, Avi Schonfeld, Karol Bermúdez, Pierre Reach, Héléne Boschi, Imogen Cooper…